# Hans Jürgen Fahn

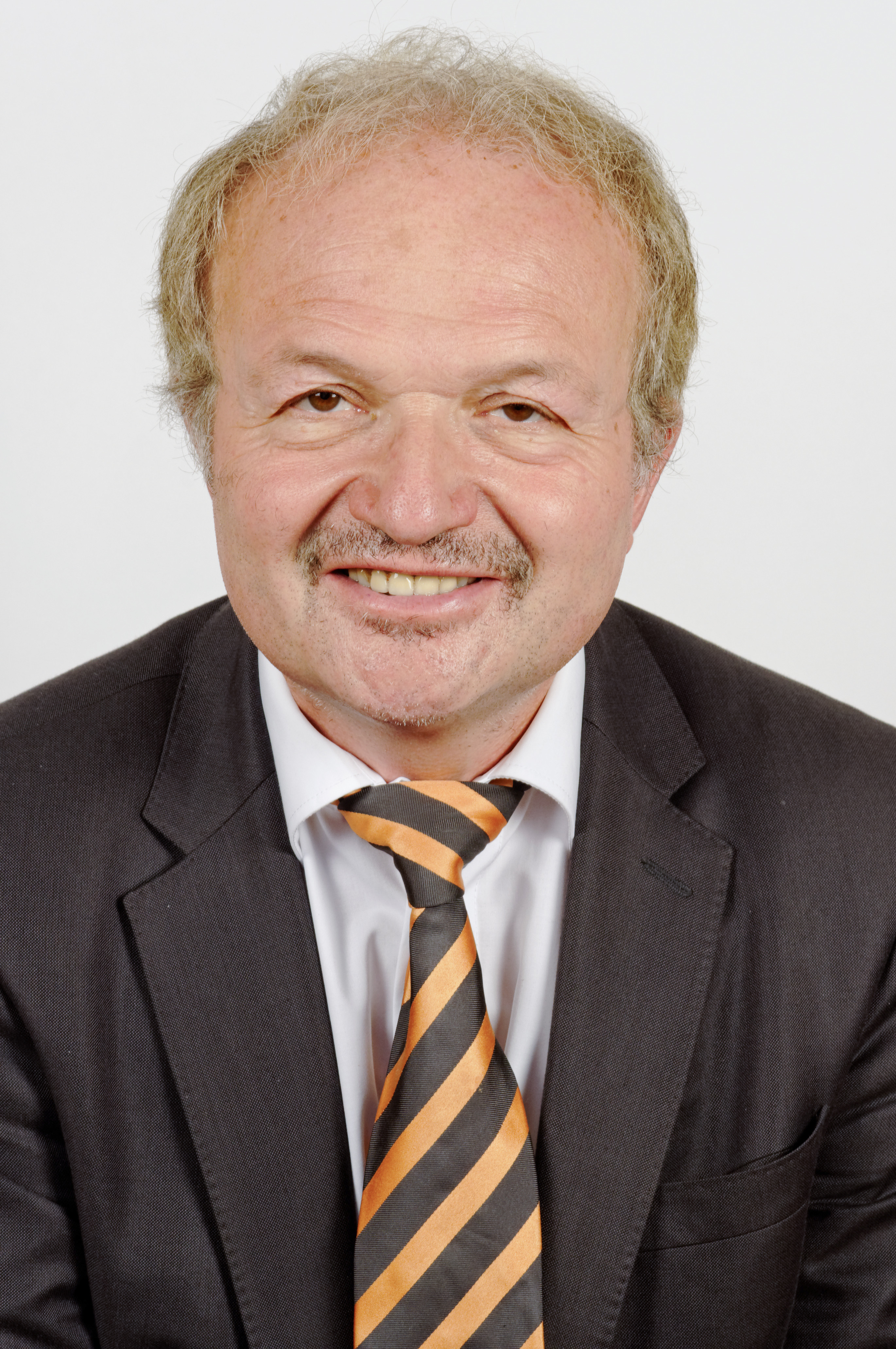
Hans Jürgen Fahn (2012)

Hans Jürgen Fahn (* 9. Juli 1952 in Aschaffenburg) ist ein deutscher Kommunal- und Landespolitiker (Freie Wähler).

## Privates
Er stammt aus Sommerau (Eschau), heute ein Ortsteil von Eschau (Unterfranken). Dort besuchte er die Grundschule. 1971 machte er sein Abitur am Friedrich-Dessauer-Gymnasium Aschaffenburg. Anschließend studierte er von 1971 bis 1976 Wirtschaftswissenschaften, Erdkunde, Sozialkunde und Geschichte an der Julius-Maximilians-Universität Würzburg, promovierte 1978 in Geografie und wurde 1979 Gymnasiallehrer am Hermann-Staudinger-Gymnasium Erlenbach in den Bereichen Erdkunde, Politik und Wirtschaft. Das Lehramt übte er bis zu seinem Einzug in den Landtag im Jahre 2008 aus.
Er ist römisch-katholisch, verheiratet und hat drei Söhne.

## Politische Karriere
1988 trat Fahn den Freien Wähler bei. 1990 zog er in den Kreistag von Miltenberg ein. Von 2002 bis 2008 war er auch Stadtrat in Erlenbach. Bei der Landtagswahl 2008 kandidierte er im Stimmkreis Aschaffenburg-Ost, zog aber über einen Listenplatz im Wahlkreis Unterfranken erstmals in den Bayerischen Landtag ein.
Er ist generationenpolitischer Sprecher, Sprecher für Vertriebene und Flüchtlinge sowie Entwicklungspolitischer Sprecher der FREIEN WÄHLER Landtagsfraktion, seit Oktober 2013 Leiter Fraktionsarbeitskreis Soziales und Gesundheit, Sprecher für Integration, Integrationsrat der Bayerischen Staatsregierung, Mitglied der Ausschüsse Arbeit und Soziales, Familie und Integration, Ausschuss Bundes- und Europaangelegenheit sowie regionale Beziehungen, Enquete-Kommission „Integration in Bayern aktiv gestalten und Richtung geben“.